# Periodo glaciale
Un periodo glaciale (o anche epoca glaciale) è un intervallo di tempo della storia geologica della Terra lungo circa 100 000 anni che cade all'interno di un'era glaciale, caratterizzato da un avanzamento generale delle calotte polari e dei ghiacciai terrestri (glaciazione) dovuto alla diminuzione delle temperature medie globali del clima terrestre. Durante un'era glaciale i periodi glaciali si alternano ai periodi interglaciali che, d'altro canto, sono i periodi di clima più caldo e corrispondono a un ritiro dei ghiacci. I periodi glaciali hanno una durata di circa 100 000 anni mentre i periodi interglaciali hanno una durata inferiore (circa 10-15 000 anni).
L'alternanza ciclica di periodi glaciali e interglaciali, ossia di periodi lunghi migliaia di anni con generale avanzamento o ritiro dei ghiacciai, è strettamente legata ai movimenti dell'asse terrestre e dell'orbita terrestre (cicli di Milanković). Durante una fase glaciale o interglaciale varie cause, sia interne sia esterne al pianeta (attività vulcanica, attività solare, variazioni nell'insolazione,...), possono rendere irregolare il generale avanzamento o ritiro dei ghiacciai. L'ultimo periodo glaciale si è concluso circa 10.000 - 15.000 anni fa, mentre l'attuale Olocene è il periodo interglaciale più recente e quello in cui ci troviamo oggi.
I periodi glaciali possono comprendere piccole fasi di riscaldamento climatico (chiamate Interstadiali), che hanno tuttavia durata e intensità limitata rispetto ai Periodi interglaciali veri e propri.

## Gli ultimi Periodi glaciali

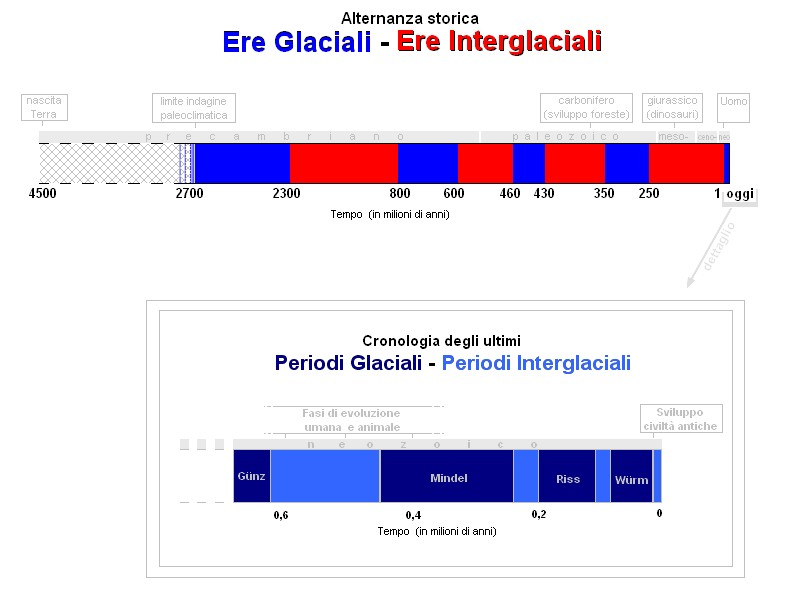
Cronologia storica relativa all'alternanza delle Ere Glaciali e Interglaciali e degli ultimi Periodi Glaciali e Interglaciali

I periodi glaciali (o cicli glaciali o glaciazioni), relativi all'attuale era glaciale iniziata circa 3 milioni di anni fa, sono quattro e prendono il nome, dal più antico al più recente, da quattro affluenti minori del Danubio in Germania (più precisamente in Baviera), Günz, Mindel, Riss e Würm. La scelta di questi nomi è dovuta al fatto che fu proprio nelle vallate tedesche che si rinvennero tracce dell'attività dei ghiacciai. Non a caso è sulle Alpi che nacque la moderna glaciologia (le quattro glaciazioni ricoprirono le Alpi con una calotta di ghiaccio spessa fino a 2.000 metri).
Così le glaciazioni Günz, Mindel, Riss e Würm sono riscontrabili man mano che ci si avvicina al Neozoico e quindi sono identificabili le seguenti quattro fasi glaciali, intervallate da tre fasi interglaciali (che si chiamano Günz-Mindel, Mindel-Riss e Riss-Würm):
1. Günz, da circa 680.000 a 620.000 anni fa;
2. Mindel, da circa 455.000 a 300.000 anni fa;
3. Riss, da circa 200.000 a 130.000 anni fa;
4. Würm, da circa 110.000 a 12.000 anni fa.

## I periodi interglaciali tra i Periodi glaciali
In questa tabella sono evidenziati in rosa i periodi interglaciali tra i vari Periodi glaciali.
| Cicli glaciali                                  | Anni fa                         | Il Clima                                                       |
| WURM IV Interstadio WURM III - WURM IV WURM III | 20.000 - 10.000 40.000 - 20.000 | SECCO, FREDDO; UMIDO, TEMPERATO UMIDO, TEMPERATO SECCO, FREDDO |
| Interstadio WURM II - WURM III WURM II          | 60.000 - 40.000                 | TEMPERATO, FRESCO SECCO, FREDDO                                |
| Interstadio WURM I - WURM II WURM I             | 80.000 - 60.000                 | UMIDO, CALDO TEMPERATO                                         |
| Interglaciale RISS-WURM                         | 130.000 - 80.000                | MOLTO UMIDO; CALDO                                             |
| RISS III                                        | 200.000 - 130.000               | SECCO, FREDDO; UMIDO, FREDDO                                   |
| Interstadio RISS II - RISS III RISS II          | 300.000 - 200.000               | SECCO, CALDO UMIDO TEMPERATO; MOLTO FREDDO                     |
| Interstadio RISS I - RISS II RISS I             | 350.000 - 300.000               | SECCO, CALDO UMIDO, FREDDO; TEMPERATO                          |
| Interglaciale MINDEL-RISS                       | 470.000 - 350.000               | MOLTO UMIDO, CALDO                                             |
| MINDEL II                                       | 540.000 - 470.000               | SECCO, FREDDO                                                  |
| Interstadio MINDEL I - MINDEL II MINDEL I       | 650.000 - 540.000               | SECCO, FREDDO                                                  |
| Interglaciale GUNZ-MINDEL                       | 700.000 - 650.000               | UMIDO, CALDO                                                   |
| GUNZ                                            | 1,3 mil - 700.000               | SECCO, FREDDO                                                  |
| Interglaciale DONAU-GUNZ                        | 1,8 mil - 1,3 mil               | UMIDO, CALDO                                                   |